# Halopeplis amplexicaulis
La salicornia enana (Halopeplis amplexicaulis) es una planta herbácea de la familia  de las amarantáceas.

## Descripción
Hierba anual verde-azulada, frecuentemente rojiza, con tallos de hasta 20 cm, erectos o ascendentes, ramificados. Hojas alternas, de hasta 3 mm, hemisféricas, carnosas, sentadas, amplexicaules. Flores hermofroditas en espigas de 3-18 mm, terminales o axilares, densas, formadas por cimas trímeras sentadas, con flores concrescentes. Periantio con 3 piezas sepaloides soldadas. Androceo con 1 estambre. Ovario súpero, con 2 estigmas. Fruto en aquenio, con una semilla vertical de 0,8-0,9 mm, reniforme. Florece y fructifica a final de primavera y al principio del verano

## Distribución y hábitat
Región mediterránea. Vive en suelos salinos, en marismas saladas secas.

## Taxonomía
Halopeplis amplexicaulis fue descrita por (Vahl) Ces., Pass. & Gibelli y publicado en Nova Genera et Species Plantarum (quarto ed.) 6: 40, pl. 518. 1823.
Citología
Número de cromosomas de Halopeplis amplexicaulis (Fam. Chenopodiaceae) y táxones infraespecíficos: 2n=18
Sinonimia
- Halocnemum amplexicaule Tineo ex Ung.-Sternb.
- Halocnemum nodulosum Spreng.
- Halostachys nodulosa C.A.Mey.
- Salicornia amplexicaulis Vahl